# Постійні представники Угорщини при Організації Об'єднаних Націй
Постійний представник Угорщини при Організації Об'єднаних Націй — офіційна посадова особа, яка представляє Угорщини в усіх органах Організації Об'єднаних Націй.

## Угорщина в ООН
Угорщина приєдналася до Організації Об'єднаних Націй (ООН) 14 грудня 1955 року.

## Постійні представники Угорщини при ООН
1. Петер Кос (1956-1957)[1].
2. Кароль Чатордай (1961-1970)[2]
3. Кароль Шарка (1970-1974)[3]
4. Імре Холлай (1974-1980)[4] .
5. Пал Рач (1980-1986)[5]
6. Ференц Естергальос (1986-1990)[6]
7. Ендре Ердош (1990-1994)[7]
8. Іштван Натон (1994-1997)[8]
9. Ендре Ердош (1997-2002)[9]
10. Ласло Молнар (2002-2005)[10]
11. Габор Броді (2005-2010)[11]
12. Чаба Кьорьоші (2010-2015)[12]
13. Каталін Богей (2015-2020)[13]
14. Жужанна Хорват (з 2021)[14]